# 大島涼花
大島涼花（大島涼花，1998年10月21日—）是日本偶像團體AKB48的前成員，暱稱為「Ryō-chan」（りょーちゃん）。神奈川縣出身。於2017年6月自AKB48畢業。

## 經歷
2011年
- 9月24日，AKB48第13期研究生甄選合格。
- 12月8日，AKB 6周年記念公演首次出場表演。

2012年
- 3月29日，13期初公演“RESET”出道，站位是大岛優子的Center位。
- 8月24日，在東京巨蛋演唱會昇格為Team A正式成員，是16名第13期研究生中最早升格的成員之一[註 1]。

2014年
- 2月24日，在AKB48集團大組閣祭宣布移籍至Team B。
- 6月7日，在AKB48第37張單曲選拔總選舉中獲得第80位，首次進入圈內。
- 6月21日，出演電視劇《水手服殭屍》，飾演舞子的朋友。
- 9月11日-16日，出演音乐剧《AKB49》飾演田子千明。
- 9月17日，在AKB48 Group 猜拳大會2014中宣布進入第38張單曲唱片選拔成員名單，首次成為選拔成員。
- 11月1日，出演的肯德基新CM「かぶりつき篇A」。

2015年
- 3月26日，於埼玉超級競技場舉辦的「AKB48春季單獨演唱會～次期總現正修行中！～」演唱會上宣布新的組閣人事異動，宣佈擔任木崎Team B副隊長一職。

2016年
- 5月31日－6月18日，於此期間舉辦的「AKB48 第45張單曲選拔總選舉」的人氣投票中得到第32名，獲選為under girls。

2017年
- 3月23日，於Team B的公演中宣布將自AKB48畢業。最終握手會於6月4日舉行，畢業公演於6月8日舉行[1]。

## 參與演唱的AKB48歌曲

### 單曲CD
|      | 發行日期       | 單曲名稱           | 參與歌曲名稱           | 名義            | 備註               |
| ---- | -------------- | ------------------ | ---------------------- | --------------- | ------------------ |
| 27th | 2012年08月29日 | 格子花紋           | 那一天的風鈴           | Waiting Girls   |                    |
| 28th | 2012年10月31日 | UZA                | 下一個Season           | Under Girls     |                    |
| 28th | 2012年10月31日 | UZA                | 孤獨的星空             | Team A          |                    |
| 29th | 2012年12月05日 | 永遠的壓力         | 我們的Reason           |                 |                    |
| 30th | 2013年02月20日 | So long!           | Waiting room           | Under Girls     |                    |
| 30th | 2013年02月20日 | So long!           | Ruby                   | Team A          |                    |
| 31st | 2013年05月22日 | 再見自由式         | 薔薇的果實             | Under Girls     |                    |
| 31st | 2013年05月22日 | 再見自由式         | 活下去                 | Team A          |                    |
| 33rd | 2013年10月30日 | 真心电流           | 倒数KISS               | Team A          |                    |
| 35th | 2014年02月26日 | 勇往直前           | 秘密的日记             | Baby Elephants  |                    |
| 36rd | 2014年05月21日 | 拉布拉多獵犬       | B花園                  | Team B          |                    |
| 37th | 2014年08月27日 | 心意告示牌         | 直到口香糖沒了味道為止 | Upcoming Girls  |                    |
| 38th | 2014年11月26日 | 希望無限           | 希望無限               |                 | A面曲 首次進入選拔 |
| 38th | 2014年11月26日 | 希望無限           | 寂寞俱乐部             | Team B          |                    |
| 39th | 2015年03月04日 | Green Flash        | 混混搖滾               |                 |                    |
| 40th | 2015年05月20日 | 我们不要战斗       | 我们不要战斗           |                 | A面曲              |
| 40th | 2015年05月20日 | 我们不要战斗       | Summer side            | 精选16          |                    |
| 41st | 2015年8月26日  | Halloween Night    | 混混機關槍             |                 |                    |
| 42nd | 2015年12月9日  | 紅唇Be My Baby     | 你你你…                | 次世代選拔      |                    |
| 42nd | 2015年12月9日  | 紅唇Be My Baby     | 班花的選擇             | 玲奈七選拔      |                    |
| 42nd | 2015年12月9日  | 紅唇Be My Baby     | 金色翅膀的人啊         | Team B          |                    |
| 43th | 2016年3月9日   | 你就是旋律         | LALALA訊息             | AKB48次世代選拔 |                    |
| 44th | 2016年6月1日   | 不需要翅膀         | 不需要翅膀             |                 | A面曲              |
| 44th | 2016年6月1日   | 不需要翅膀         | 一談戀愛就變傻         | Team B          |                    |
| 45th | 2016年8月31日  | LOVE TRIP/分享幸福 | 傳說的魚               | Under Girls     |                    |
| 46th | 2016年11月16日 | High Tension       | 壓抑不了的衝動         | Waiting Circle  |                    |
| 46th | 2016年11月16日 | High Tension       | 快樂結局               | Renatchies      |                    |

### 專輯CD
|     | 發行日期      | 專輯名稱                     | 參與歌曲名稱      | 名義                       | 備註 |
| --- | ------------- | ---------------------------- | ----------------- | -------------------------- | ---- |
| 4th | 2012年8月15日 | 1830m                        | 櫻桃與孤獨        | Team 研究生                |      |
| 4th | 2012年8月15日 | 1830m                        | 在曾經看見的海底  | Up-and-coming girls        |      |
| 4th | 2012年8月15日 | 1830m                        | 藍天 不會寂寞嗎？ | AKB48、SKE48、NMB48和HKT48 |      |
| 5th | 2014年1月22日 | 未来轨迹                     | 足以确信的东西    | Team A                     |      |
| 6th | 2015年1月21日 | 這裡是羅德斯島、在這裡跳吧！ | 城市旅館100號房   |                            |      |
| 6th | 2015年1月21日 | 這裡是羅德斯島、在這裡跳吧！ | To go             | Team B                     |      |

## 參與演出

### 電視劇
- 馬路須加學園4（2015年1月20日 - 3月31日，日本電視台）- 飾 小屁孩（クソガキ）
- 馬路須加學園5（2015年8月25日，日本電視台、Hulu）- 飾 小屁孩（クソガキ）
- AKB恐怖夜 腎上腺素之夜（2015年11月12日，朝日電視台） - 飾 （單篇主演）
- 超人力霸王Taiga 第11集、第12集（2019年9月14日、9月21日，東京電視台） - 飾
- 異世界居酒屋「阿信」（2020年5月16日 - 7月17日，WOWOW）- 飾 町娘
- 真相在耳邊 File3（2022年11月4日，東京電視台）- 飾 北原莉緒
- INFORMA（2023年1月20日 - 3月24日，關西電視台） - 飾 有村
- 黃昏優作 第6集（2023年11月11日，BS東視）- 飾 女演員
- 我的第二青春 第1集 - 第8集（2023年10月17日 - 12月5日，TBS）- 飾 白玉奈保子
- IGNITE 第5集、第6集（2025年5月16日、5月23日，TBS）- 飾 松原知里

### 舞台劇
- 《白與黑同學會》[2]（於2017年10月12日－15日演出；新宿村Live）(與大和田南那、橫島亞衿和橋本耀等共演)

### 廣播
- 《DJ Tomoaki's Radio Show!》（2017年7月20日；下北FM（页面存档备份，存于））- 助手MC (與大和田南那共同參與)

## 外部連結
- AKB48官網簡介（页面存档备份，存于）（日語）
- 大島涼花在755的頁面（日語）
- 大島涼花的X（前Twitter）（日語）
- 大島涼花的Instagram帳戶（日語）